# چن گوان-لینگ
چن گوان-لینگ (انگلیسی: Chen Guan-ling; ۲۹ ژانویهٔ ۲۰۰۵) وزنه‌بردار زن اهل تایوان است.